# الدورادو ات سانتافه (نیومکزیکو)
الدورادو ات سانتافه(به انگلیسی: Eldorado at Santa Fe) شهری در ایالت نیومکزیکو کشور ایالات متحده آمریکا است که جمعیت آن در سرشماری سال ۲۰۱۰ میلادی، ۶٬۱۳۰ نفر بوده‌است.

## موقعیت جغرافیایی
موقعیت جغرافیایی شهرها و مناطق اطراف به شرح زیر است: